# 麥克徹山
86°9′S 150°2′W / 86.150°S 150.033°W
麥克徹山（英語：Mount McKercher）是南極洲的山峰，位於斯科特冰川以東和格里菲斯冰川口以北，屬於毛德王后山脈的一部分，海拔高度2,230米，該山峰在1934年12月由美國探險隊發現。